# Heterospathe scitula
Heterospathe scitula là loài thực vật có hoa thuộc họ Arecaceae. Loài này được Fernando mô tả khoa học đầu tiên năm 1990.